# Jean Rustin
Jean Rustin (Montigny-lès-Metz, 3 marzo 1928 – Parigi, 24 dicembre 2013) è stato un pittore francese.

## Biografia
Nato il 3 marzo 1928 a Montigny-les-Metz, nella regione della Mosella, Jean Rustin è l'ultimogenito di una famiglia di 5 figli.
Nel 1939, all'inizio della seconda guerra mondiale, la sua famiglia si rifugia nel Berry ed in seguito a Poitiers dove Jean inizia il liceo. È in questo periodo che impara a suonare il violino ed entra alla Scuola delle Belle Arti. Continuerà a suonare il violino per molti anni e unirà facilmente entrambe le arti, riconoscendo che "si può giocare con i colori così come con le note".
Nel 1944 ritorna a Metz, si diploma e dipinge i suoi primi quadri.
È all'età di 19 anni, nel 1947, che Jean lascia Metz per Parigi. Si iscrive all'Università delle belle Arti e frequenta l'atelier d'Unsteller. In questo periodo abita a Clichy.
Nel 1949 sposa Elsa, studentessa di Medicina. Elsa e Jean avranno due figli: François, nel 1950, e Pierre nel 1953. 
Le sue prime opere di pittore sono figurative. In questo periodo l'acquarello s'impone come mezzo d'espressione poetica. Esistono ancora alcuni acquarelli figurativi di paesaggi parigini dipinti con una reale sensibilità.
A partire dal 1947 Jean Rustin subisce l'influenza della pittura non-figurativa così come viene concepita in quel momento a Parigi. Si integra a ciò che in seguito qualificherà come "l'astrazione lirica".
Dal 1959 al 1969 espone annualmente presso la Galleria parigina La Roue. Alla fine di questo periodo, abbandona poco a poco l'olio per l'acrilico.
Nel 1971 L'Arc du Musée d'Art Moderne di Parigi organizza una retrospettiva di 150 dipinti ed acquarelli di Jean Rustin. Il museo ne acquista quattro per il tramite di Pierre Gaudibert.
In questo periodo Jean Rustin trova la sua pittura «troppo graziosa» e «decorativa». Questa mostra segna profondamente la sua carriera. A far data dal 1971/72 conduce da solo, nel suo atelier di Bagnolet, un lavoro di ricerca approfondita. Jean Rustin ritorna al figurativo con scenari incerti. La figura umana s'impone poco a poco come unico soggetto.
Nel 1982 Evelyne Artaud organizza una mostra delle sue opere a Créteil, nella periferia parigina. La mostra fu discussa e in parte censurata per motivi di Pornografia.
Jean Rustin continua a dipingere lo stesso soggetto e non mette affatto in discussione il suo lavoro. Viene trascurato dalla critica francese.
Dal 2002 la Fondazione è co-diretta da Maurice Verbaet e Corinne van Hövell.
Nel 2001, la Halle Saint-Pierre, il museo parigino di Montmartre, organizza la terza retrospettiva del suo lavoro in Francia, seguito, nel 2004, da una particolare mostra delle opere recenti al Municipio di Parigi. Jean Rustin è ampiamente apprezzato da un pubblico sempre più numeroso ed entusiasta.
Nel 1992, dieci anni dopo, ad Anversa viene creata la Fondazione Rustin, frutto della passione di mecenati e collezionisti. L'arte di Jean Rustin è esposta ed ottiene un gran successo nel nord dell'Europa.
Nel 2005, il Museo Frissiras di Atene gli ha reso un omaggio retrospettivo.
L'8 febbraio 2007, assiste all'inaugurazione della Fondazione parigina che porta il suo nome, coronando sessanta anni di una carriera particolarmente coerente. Nello stesso anno la città di Legnano celebra l'artista con la più importante monografica italiana.
L'artista muore a Parigi nella notte del 24 dicembre 2013 dopo una vita passata nel suo studio di Bagnolet.
L'opera di Rustin si caratterizza per due periodi: la prima parte mostra un'astrazione allegra e colorata. Una grande retrospettiva di un centinaio di suoi dipinti presso il Museo d'Arte Moderna della Città di Parigi nel 1971 segna l'artista, sconvolto dalla vista di tutte le sue opere che considera "troppo ben fatte". Rompe quindi con questo tipo di astrazione in favore di una figurazione che rivela un universo scuro vicino alla pazzia. Amico di quegli artisti che hanno animato la disamina esistenzialista del secondo Novecento, come l'italiano Leonardo Cremonini, Paul Rebeyrolle, Zoran Music, lo sculture Ipousteguy, Rustin è stato uno dei simboli dell'ambiente pittorico parigino fin dagli anni settanta, un maestro dell'inquietudine che ha saputo raccontare il mondo della schizofrenia più di chiunque altro rendere la sua pittura una profonda analisi dell'uomo con al centro la ricerca della nostra identità.

## Opere in collezione pubbliche
- Algeria:
  - Musée National des Beaux-Arts, La Hamma.
- Germania:
  - Hamburger Kunsthalle
  - Städtische Galerie und Ludwig Institut Schlosz Oberhausen
- Regno Unito:
  - British Museum, Londra
  - Fitzwilliam Museum, Cambridge
  - Museum and Art Gallery, Birmingham
- Belgio:
- Fondation Rustin, Berchem-Anvers
- Brasile:
  - Museu de Arte Contemporanea da Universidade de Sao Paulo
- Cile:
  - Museo de la Solidaridad Salvator Allende, Santiago del Cile.
- Stati Uniti d'America:
  - Art Museum, Princeton University
  - Hirschhorn Museum and Sculpture Garden
  - Smithonian Institute, Washington
  - The New Orleans Art Museum
- Francia:
  - Centre National d'Art Contemporain, Parigi
  - Fond Régional d'Art Contemporain de Seine-Saint Denis
  - Fond Régional d'Art Contemporain Rhône-Alpes
  - Fond Régional d'Art Contemporain Val-de-Marne
  - Musée d'Art Contemporain, Dunkerque
  - Musée d'art moderne de la Ville de Paris, Parigi
  - Musée des Beaux-Arts de Nantes
  - Museo di Grenoble, Grenoble
  - Musée Municipal Dôle
  - Musée Halle St.Pierre
  - La Ville de Thionville
- Grecia:
  - Frissiras Museum, Atene
- Nuova Zelanda:
  - The Robert McDougall Art Gallery, Christchurch
- Spagna:
  - Museu Nacional d'Arte, Cataluna
- Paesi Bassi:
  - Stedelijk Museum, Amsterdam
  - Frisia Museum, Spanbroek/Opmeer

## Mostre (parziale)

### Mostre personali
- 1971 ARC, Musée d'Art Moderne de la Ville de Paris.
- 1982 Maison des Arts André Malraux organisée par Evelyne Artaud, Créteil, Paris.
- 1985 Musée d'Art Contemporain, Château de Nointel, Beauvais.
- 1994 Retrospective, Städtische Galerie und Ludwig Institut Schlosz Oberhausen, Allemagne.
- 1994 Drawings, MAC, Sao Paulo, Brésil.
- 1994 Markiezenhof, Bergen op Zoom, Pays-Bas.
- 1995 Scuola dei Battioro, Venise, Italie.
- 1996 The Delfina Studio Trust, Londres, Grande-Bretagne.
- 1996 Museu de Arte Contemporanea da Universidade de Sao Paulo, Brésil.
- 1996 Museo de Arte Contemporaneo de la Universidade de Chile, Santiago, Chili.
- 1997 Ancien Musée de Peinture, Grenoble.
- 2001 Musée de Chapelle du RHAM, Luxembourg.
- 2001 Musée Halle St.Pierre, Paris.
- 2003-2004 La Ville de Thionville.
- 2003-2004 Musée Frisia, Spanbroek, Pays-Bas.
- 2004 Hôtel de Ville de Paris.
- 2004 Hôtel de Ville de Bagnolet.
- 2004-2005 Athènes, Musée Frissiras.
- 2005 Hôtel de Ville de Bobigny.
- 2006 Musée Faure, Aix-les-Bains.
- 2006 ESAA, Troyes.
- 2007 Castello Visconteo SALe, Legnano (Italia)

### Collettive
- 1986 Images du Corps, Cloître Saint Louis, Aix-en-Provence.
- 1994 Les Paradoxes, Annecy.
- 1997-2003 Man and Woman, Pärnu, Estonia.
- 2000 Confrontation, Rouen.
- 2001 ‘La Commune de Paris à 130 ans’, Assemblée Nationale, Paris.
- 2002/2003 Vanités Contemporaines, Soisson, Quimper, Bruxelles, Clermont Ferrand, organisée par Evelyne Artaud.
- 2002 Salon de Lyon.
- 2003 Corps à Corps, Fontenay-sous-Bois.
- 2003 Au delà du corps, Aixe sur Vienne.
- 2003 Le Monde selon la France, Stichting Odapark, Venray, Pays-Bas.
- 2003 MAC – Fondation Rustin, Anvers, Belgique.
- 2006 Museum Sonderjylland, Kunstmuseum i Tonder, Danemark

## Filmografia
- 1994 Interview Bernhard Mensch; Videoproduction Annemieke ven den Berg.
- 2002 Videoproduction Michel Jakar pour RTBF, Courant d'Art pour TV5.
- 2003 Film documentaire en DVD Vidéo, Babylone productions, Paris, novembre 2003.
- 2009 Philippe Monsel, Jean Rustin, 18 min, ECA Production